# 자오우키
자오우키(프랑스어: Zao Wou-Ki, 중국어: 赵无极, 병음: Zhào Wújí 자오우지, 한자음: 조무극, 1920년 2월 1일~2013년 4월 9일)는 중국계 프랑스인 화가였다. 그는 프랑스 파리의 예술 아카데미의 회원이었다. 자오우키는 항저우에 있는 중국 예술 아카데미를 졸업했고, 그곳에서 팡간민과 우다유의 지도를 받았다.

## 어린 시절
자오는 장쑤성 전장시의 단투구에서 가족 뿌리를 가지고 베이징에서 태어났다. 어린 시절에 그는 고향 단투구로 돌아와 서예를 공부했고 항저우 미술학교에 합격했다. 1935년부터 1941년까지, 그는 저장성 항저우에 있는 중국 예술 아카데미에서 그림을 공부했고, 그곳에서 린펑멘, 팡간민, 우다유에게 그림을 배웠다. 1948년, 그는 작곡가인 아내 셰징란과 함께 파리로 가서 오톤 프리즈의 수업이 열린 카르티에 뒤 몽파르나스의 같은 블록에서 살았다. 프랑스에서 그의 초기 전시회는 호안 미로와 파블로 피카소의 찬사를 받았다.

## 개인 생활
자오와 그의 아내 셰징란은 자오의 부모와 함께 중국에 머물면서 자신의 경력을 쌓았다. 1950년대 중반에 그들은 이혼했다. 1957년, 자오는 그의 동생 자오우웨이가 살고 있는 뉴욕의 예술 현장에서 가까운 뉴저지주 몬트클레어에 있는 미국을 방문하기로 결정했다. 그는 "팝 아트"에 대해 더 배우고 싶었다. 미국에 있는 동안, 그는 그의 형의 집에서 7개의 캔버스를 그렸다. 그 해(1957년)의 연대는 비교적 적다. 몇 년 후, 가장 큰 화폭은 그의 동생인 자오우웨이에 의해 디트로이트 미술관에 주어졌다.
그는 6주간의 체류 후 미국을 떠나 도쿄를 여행한 후 홍콩으로 갔고, 그곳에서 첫 결혼에서 두 아이를 낳은 두 번째 부인 찬메이칸(메이 자오)을 만났다. 자오의 영향을 받아 그녀는 성공적인 조각가가 되었다. 1972년, 그녀는 정신 질환으로 인해 41세의 나이로 자살했다. 1972년, 그는 또한 1948년 이후 보지 못했던 중국에 있는 그의 가족을 방문했다.
1997년, 그는 세 번째 아내 프랑수아즈 마르케와 결혼했고, 그는 현재 자오우키 재단의 총재를 맡고 있다.

## 경력
파울 클레의 영향을 받은 자오의 작품들은 추상화를 지향한다. 그는 그것들을 완성한 날짜로 이름을 지었고, 그 속에서 빛으로 캔버스를 구성하는 빅뱅과 같은 창조적인 세계를 구현한 것처럼 보인다. 그는 트립틱과 딥틱 형식으로 작업했다. 그의 작품은 뉴욕을 여행하면서 만난 추상표현주의자들과 문체적으로 비슷했지만, 그는 인상주의의 영향을 받았다. 자오우키는 마티스, 피카소, 세잔의 작품에 영향을 받았다고 말했다.
앙리 미쇼와의 만남은 그가 항상 중국 전통 그림에 기반을 둔 그의 인도 수묵 기법을 검토하도록 했다. 자오는 예술 아카데미의 일원이었고, 그의 생애 동안 가장 성공적인 중국 화가들 중 한 명으로 여겨졌다.
1982년, 그는 I. M. 페이에 의해 디자인된 베이징의 향기로운 힐스 호텔을 위한 그림으로 초대받았다. I. M. 페이는 1950년대 초에 유럽으로 펠로우쉽을 가졌고 우키를 대표하는 갤러리인 갤러리 클로드 버나드에서 우키를 만났다. 1983년, 그는 강의를 하기 위해 그의 모교인 항저우에 있는 중국 예술 아카데미로 돌아왔다.
자크 시라크 전 프랑스 대통령은 장관들의 마지막 회의에서 자오우키로부터 그림을 제안 받았다.

## 사망
그의 생애 말기에 자오는 건강 문제로 인해 새로운 그림 제작을 중단했다. 2013년 4월 9일 스위스 자택에서 사망하였다.